# John Charles
Pour les articles homonymes, voir Charles.
William John Charles dit John Charles, né le 27 décembre 1931 à Cwmbwrla dans la banlieue de Swansea au Pays de Galles et mort le 21 février 2004 à Wakefield en Angleterre, est un footballeur international gallois ayant évolué au poste d'arrière central, puis d'attaquant, avant d'ensuite devenir entraîneur.
Surnommé « The King » (« Le Roi ») ou encore « Il Gigante Buono » (« Le Bon Géant ») lors de son passage en Italie en raison de son gabarit et de son fair-play, l'ancien international gallois est nommé commandeur de l'Ordre de l'Empire britannique (CBE) en 2001.
Charles a marqué quinze buts lors de ses trente-huit sélections avec l'équipe du pays de Galles entre 1950 et 1965.

## Biographie

### Jeunesse
Issu d'une famille modeste, John passe son enfance sur les terrains de football des alentours de Swansea en compagnie de son frère Mel, qui deviendra lui aussi footballeur professionnel. Sa carrure imposante, 1,87 m et plus de 80 kg, aurait pu mener John vers la boxe, sport qu'il pratiquera en amateur durant son service militaire.
John Charles est tout d'abord employé par le club local de Swansea City à partir de 1946 pour des travaux divers. Il est repéré deux ans plus tard par un recruteur de Leeds United, club évoluant alors en seconde division anglaise.

### Carrière en club

#### Leeds United
Charles passe un test à Elland Road supervisé par le Major Frank Buckley, le nouveau manager du club, qui tient à ce que ses joueurs puissent évoluer à différents postes et sachent se servir des deux pieds. Il fera ainsi jouer John Charles au poste d'arrière droit durant un match amical alors que celui-ci est plutôt habitué à évoluer sur le flanc gauche. Il signe son premier contrat professionnel avec Leeds en 1949.
Le titulaire au poste de défenseur central étant blessé Buckley décide d'essayer Charles à ce poste lors d'un match de Yorkshire League face à Barnsley, puis lors d'un match amical face au club écossais Queen of the South. L'essai s'étant révélé concluant le jeune John Charles dispute un match en 2e division le 23 avril 1949 face aux Blackburn Rovers, ainsi que les deux suivants, qui clôturent la saison 1948-1949.
En 1949-1950, Leeds s'incline au 6e tour de la coupe d'Angleterre contre le futur vainqueur, Arsenal, et Charles connait sa première sélection avec le pays de Galles. À la fin de la saison 1950-1951 plusieurs blessures dans l'équipe poussent à nouveau Buckley à innover et John Charles évolue brièvement au poste d'avant centre. Entre 1950 et 1952 il remplit ses obligations militaires et subit une opération pour réparer les cartilages de ses genoux.
En 1952-1953, Charles est d'abord aligné en défense puis s'impose comme le meilleur choix à la pointe de l'attaque de Leeds. Ses qualités athlétiques et son jeu de tête en faisaient déjà un très bon défenseur central, son aisance technique balle au pied favorise sa métamorphose en attaquant redoutable. Lors de la saison suivante le manager Frank Buckley est remplacé par Raich Carter et John Charles inscrit plus de la moitié des buts de son club, marquant à 42 reprises durant les 39 matchs de 2e division disputés par Leeds United. Néanmoins, le club du Yorkshire ne parvenant toujours pas à accéder en première division, Charles demande à être placé sur la liste des transferts au début de la saison 1954-1955. La direction s'y refuse alors que le joueur était déjà convoité par Cardiff City, Arsenal et Chelsea.
L'année suivante Leeds monte en première division mais le 18 septembre 1956 la tribune ouest du stade d'Elland Road est détruite par un incendie, ainsi que les bureaux et vestiaires qu'elle abritait. N'étant pas assuré de manière adéquate le club doit faire appel au public afin de récolter des fonds et se prépare à accepter les offres de transfert concernant John Charles. Leeds termine la saison 1956-1957 à la huitième place, John Charles, maintenant âgé de 25 ans, est le meilleur buteur du championnat anglais avec 38 réalisations. De grands clubs européens sont prêts à le recruter et c'est finalement la Juventus Football Club d'Umberto Agnelli qui l'emporte.

#### Juventus

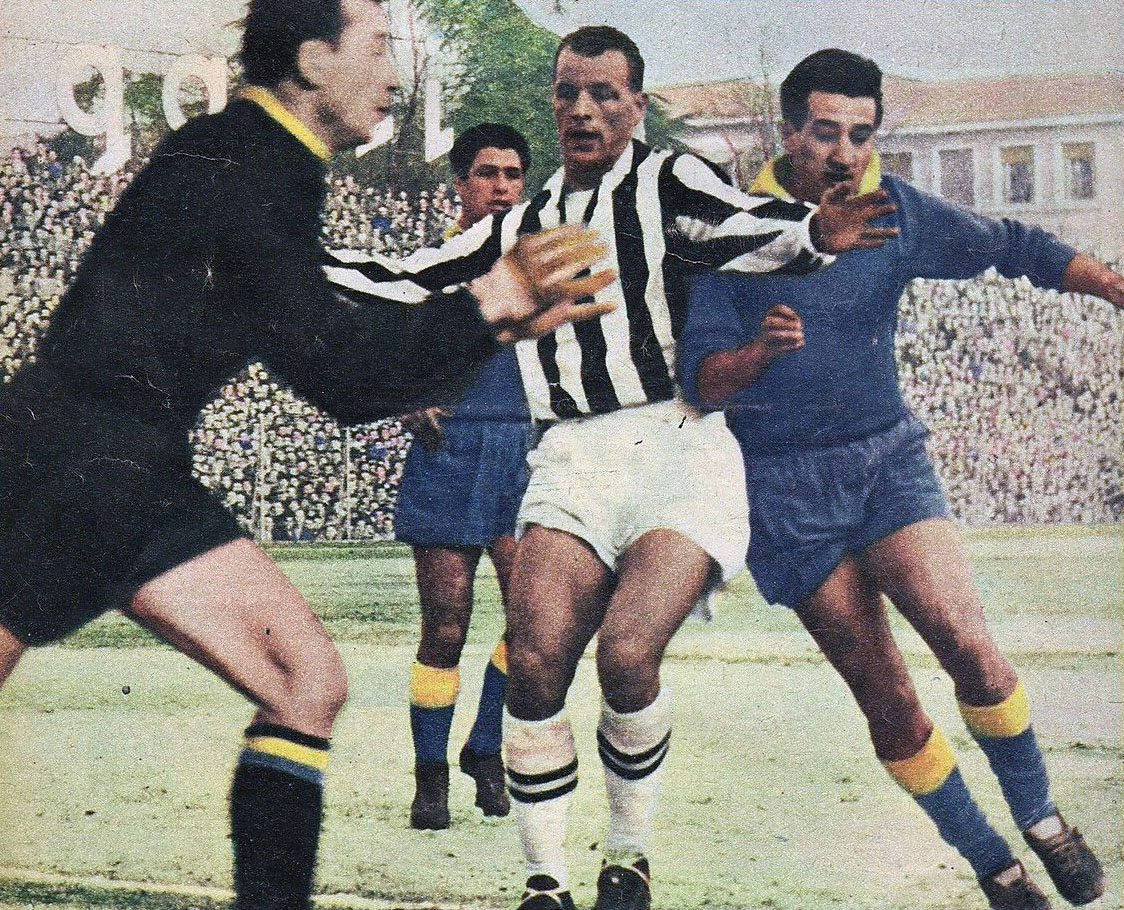
Charles (au centre) en action sous les couleurs bianconeri en 1958.

En 1957, le club piémontais de la Juventus Football Club fait signer Charles en Italie pour la somme de 65 000 £.
Le football italien des années 1950 est plus défensif que celui pratiqué au Royaume-Uni à la même époque, ce qui n'empêche pas John Charles d'inscrire le but vainqueur pour son nouveau club lors de sa première rencontre de championnat face à l'Hellas Vérone, le 8 septembre 1957 (victoire finale 3-2), et de récidiver lors des deux matchs suivants.
Le 13 octobre, dans le derby della Mole face au Torino, il assomme malencontreusement le défenseur central adverse et s'apprête à marquer lorsqu'il aperçoit le joueur étendu au sol. Dans un geste de fair-play, il envoie alors le ballon en touche pour permettre l'intervention des soigneurs. La Juve s'impose tout de même 1 à 0 sur un but de Charles. Ses nombreux gestes de fair-play lui vaudront alors le surnom de « Bon Géant » (italien : Il Gigante Buono).
Installé à Turin avec son épouse Peggy, il fait l'effort d'apprendre l'italien et s'acclimate bien à sa nouvelle vie. Lors de l'élection du Ballon d'or 1957, Alfredo Di Stéfano est sacré avec une marge confortable et John Charles se mêle pour la première fois aux meilleurs.
La Juventus n'a à cette époque plus décroché de titre depuis de nombreuses années, éclipsée par les clubs: l’Inter Milan  FC et le Milan AC.
Le 14 septembre 1958, le club turinois atteint les demi-finales de la coupe d'Italie et est défait par la Lazio, par contre, il remporte le championnat italien 1957-1958 avec 8 points d'avance sur la Fiorentina grâce à Giampiero Boniperti et au duo d'attaque composé de l'argentin Omar Sivori et de John Charles. Ce dernier devient meilleur buteur du Calcio avec 28 buts et est nommé joueur de l'année en Italie. Le trio Boniperti-Charles-Sivori s'impose rapidement dans l'équipe et fut désormais appelé le « Trio magique » (Trio Magico), s'imposant désormais sur le football italien.
Le Ballon d'or 1958 est attribué à Raymond Kopa qui s'impose face à Helmut Rahn, Just Fontaine, John Charles et Kurt Hamrin. La Juve prend part à la 4e édition de la coupe des clubs champions européens en 1958-1959 et est éliminée, pour sa première participation, par le club autrichien Wiener SK dès le tour préliminaire, subissant même une défaite mémorable 7 à 0 lors du match retour.
Le 13 septembre 1959, la Juventus remporte un nouveau trophée, cette fois la coupe d'Italie face à l'Inter sur le score de 4 à 1, alors que son dernier succès dans cette épreuve remontait à 1942. John Charles inscrit un but lors de la finale. Le Ballon d'or 1959 revient cette fois à Alfredo Di Stéfano qui devance Raymond Kopa et John Charles lors du vote. En fin de saison, le Milan AC est déclaré champion devant la Fiorentina et l'Inter, les turinois devant se contenter de la quatrième place, à dix points des vainqueurs. Charles inscrit 19 buts en championnat et 24 en 35 matchs toutes compétitions confondues.

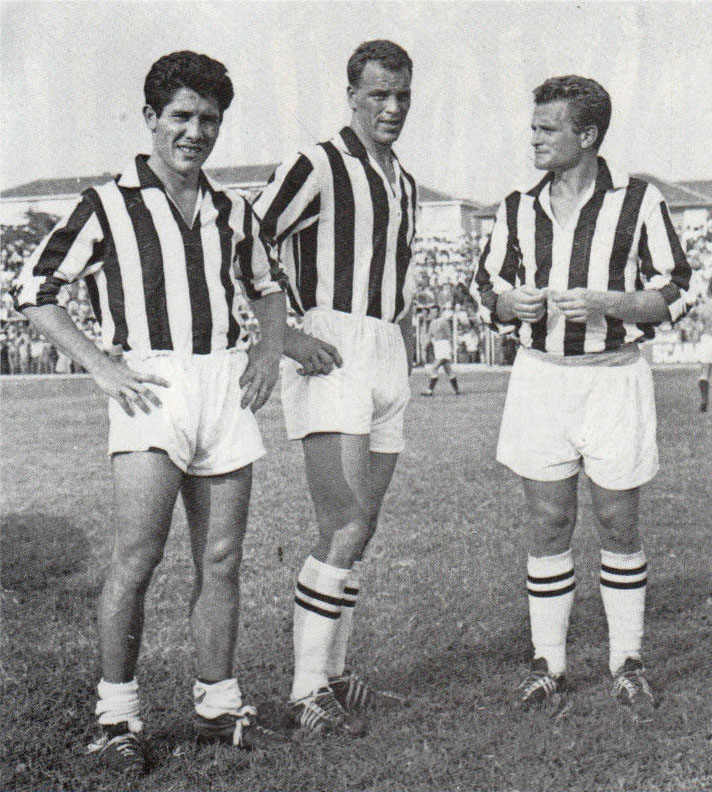
Charles (au centre) avec Sívori et Boniperti à la Juventus.

En 1959-1960, la Juve domine de nouveau le championnat d'Italie devant la Fiorentina et le Milan AC. Le 18 septembre 1960, les bianconeri réalisent le doublé en remportant la coupe d'Italie sur le score de 3 à 2 face à la Fiorentina. John Charles marque à deux reprises lors de la finale, et inscrit durant la saison 26 buts en 37 matchs toutes compétitions confondues (dont 23 en championnat).
Le scénario de l'année précédente se répète lors de la coupe des clubs champions 1960-1961, et la Juve ne dépasse pas le premier tour, battue par le CSKA Sofia, champion de Bulgarie. Elle est également défaite le 10 mai en demi-finale de la coupe d'Italie 1961 par la Fiorentina, mais remporte une nouvelle fois le scudetto devant le Milan AC et l'Inter. Dans les différentes compétitions, Charles inscrit 16 buts en 37 matchs.
Ayant remporté son troisième scudetto d'affilée, la « Vecchia Signora » connait un peu plus de succès au niveau européen, et lors de l'édition 1961-1962 de la coupe des clubs champions chute, se retrouve confrontée en quarts de finale devant le grand Real Madrid de Di Stéfano et Puskás (vainqueur de l'épreuve à cinq reprises dans les années 1950-60). Le 14 avril 1962, di Stéfano donne la victoire au Real lors du match aller disputé à Turin, mais le 21, la Juve signe la première victoire d'un club italien à Santiago Bernabéu grâce à Sívori. Il faudra un match d'appui disputé le 28 dans l'ancien Parc des Princes pour que le Real poursuive sa route vers la finale.
Après avoir donné la victoire à la Juventus le 25 avril en coupe d'Italie face à Brescia, John Charles marque à nouveau au tour suivant contre Lecco, finalement le 31 mais les turinois s'inclinent en demi-finale devant le SPAL. Lors du championnat 1961-1962, le club termine à une décevante 12e place. Dans les différentes compétitions, John Charles inscrit en tout 10 buts en 31 matchs.
Ayant atteint la trentaine, et maintenant père de trois enfants, John Charles veut retrouver l'Angleterre et honorer plus facilement les sélections en équipe du pays de Galles, privilège parfois dénié par son employeur italien, qui essaie de conserver le joueur, mais en vain. Lors de son passage à la Juventus, il aura finalement remporté trois championnats et deux coupes d'Italie.
Charles a la particularité d'avoir terminé tous les ans au classement du Ballon d'or durant toutes les saisons qu'il a passés à la Juve (6e en 1957, 4e en 1958, 3e en 1959, 7e en 1960 et enfin 8e en 1961).

#### Fin de carrière
John Charles signe durant l'été 1962 pour son ancien club de Leeds United, en proie à des difficultés financières et sportives et qui recherche à la fois un buteur et une figure pouvant attirer les foules à Elland Road afin d'augmenter les recettes. Charles débute donc la saison sans préparation physique et ne parvient pas à se réhabituer au style de jeu anglais. Le football rustique pratiqué par Leeds, qui est entretemps redescendu en seconde division, est en effet à mille lieues de celui qu'il a pratiqué en Italie durant les cinq dernières années.
Constatant l'échec de son retour au pays après onze matchs et seulement trois buts, Charles signe dès le 2 novembre avec l'AS Roma. Son séjour à Rome est également très court et il passe finalement trois ans à Cardiff City, où il retrouve son frère Mel Charles et le poste d'arrière central. Il jette ses derniers feux lors de l'édition 1964-1965 de la coupe des vainqueurs de coupes où Cardiff atteint les quarts de finale après avoir éliminé le Sporting de Lisbonne, tenant du titre.
John Charles sera ensuite entraineur-joueur de Hereford United, puis de Merthyr Tydfil, avant de définitivement raccrocher les crampons à l'âge de 41 ans pour entrainer les équipes de jeunes à Swansea entre 1973 et 1976.

### Carrière en équipe nationale
John Charles fait ses débuts avec l'équipe du pays de Galles le 8 mars 1950 à l'âge de 18 ans face à l'Irlande du nord puis plusieurs mois plus tard pour un match amical face à la Suisse. Trop nerveux, il ne parvient pas à convaincre lors de ses premiers matchs. John Charles mettra du temps avant de s'imposer en équipe nationale, néanmoins il restera le plus jeune footballeur à avoir joué sous les couleurs galloises jusqu'à ce que Ryan Giggs soit appelé en sélection en 1992.
Le 15 avril 1953, Charles est de nouveau sélectionné face à l'Irlande du nord, cette fois au poste de milieu droit, et inscrit un doublé. Sa présence s'impose ensuite dans l'équipe. Le 22 octobre 1955, le pays de Galles enregistre sa première victoire depuis la guerre face aux anglais, malgré un but contre son camp de Charles.
Deux victoires en matchs de barrage face à Israël permettent au pays de Galles de participer à la coupe du monde 1958 en Suède. Charles évolue alors à la Juventus et parvient à se libérer en vue du tournoi, pour lequel son frère Mel est également sélectionné. Le 8 juin 1958, John Charles égalise dans le match opposant le pays de Galles à la Hongrie (1 à 1). Le 19, en quarts de finale, les Gallois évoluent sans John Charles, blessé, et s'inclinent devant le Brésil 1 à 0 sur un tir détourné du jeune Pelé.
Par la suite, la faiblesse de la sélection ne permettra jamais à John Charles de briller sur la scène mondiale, et les gallois ne parviendront plus à se qualifier pour un tournoi majeur avant qu'il prenne sa retraite internationale à l'âge de 33 ans en 1964.

### Après-carrière
Après sa carrière, il fut le gérant d'un pub dans le Yorkshire plusieurs années durant. Il fut ordonné CBE (Commandeur de l'Ordre de l'Empire britannique) en 2001, et suivit jusqu'à sa mort avec passion toutes les rencontres à domicile de Leeds United. En 2002, il devient le premier joueur non-anglais à rentrer dans le English Football Hall of Fame. Il fut également nommé vice-président de la Fédération de football de Galles (FAW).
En janvier 2004, il est victime d'une attaque cardiaque avant une interview pour la télévision italienne. Il meurt le 21 février 2004 dans la ville de Wakefield.
En 2005, pour célébrer le cinquantenaire de l'UEFA, cette dernière invita chaque fédération à indiquer leur propre meilleur joueur de la seconde moitié du dernier siècle. La fédération galloise désigna Charles, alors nommé Golden Player (joueur en or de l'UEFA) par la FAW.

## Palmarès

### En club
Leeds United FC
- Meilleur buteur du Championnat d'Angleterre de football (1) :
  - 1957: 38 buts.
- Meilleur buteur du Championnat d'Angleterre de football D2 (1) :
  - 1954: 42 buts.

Juventus FC
- Champion du Championnat d'Italie de football (3) :
  - 1958, 1960 et 1961.
- Meilleur buteur du Championnat d'Italie de football (1) :
  - 1958: 28 buts.
- Vainqueur de la Coupe d'Italie de football (2) :
  - 1959 et 1960.

### Récompenses individuelles
- Meilleur buteur du Championnat d'Angleterre D2 en 1953-1954 (42 buts) ;
- Meilleur buteur du Championnat d'Angleterre en 1956-1957 (38 buts) ;
- Meilleur buteur du Championnat d'Italie en 1957-1958 (28 buts) ;
- 3e meilleur buteur du Championnat d'Italie en 1959-1960 (23 buts) ;
- Nommé joueur de l'année dans le Championnat d'Italie en 1957-1958 ;
- 4e ex æquo avec Kurt Hamrin au classement du Ballon d'or en 1958, 3e en 1959 ;
- Élu meilleur joueur étranger de l'histoire de la Juventus par les supporters à l'occasion du centenaire du club en 1997 ;
- Élu meilleur footballeur gallois de tous les temps à l'occasion du 125e anniversaire de la fédération galloise de football en 2001 ;
- Nommé au Hall of Fame du musée national du football britannique le 1er décembre 2002.

## Statistiques
- 38 sélections et 15 buts avec l'équipe du pays de Galles entre 1950 et 1965.
- 154 buts en 316 matchs pour Leeds United entre 1949 et 1957 ;
- 105 buts en 178 matchs avec la Juventus FC entre 1957 et 1962 ;
- 3 buts en 11 rencontres pour Leeds United en 1962 ;
- 4 buts en 10 matchs pour l'AS Rome en 1962-1963 ;
- 18 buts en 68 matchs pour Cardiff City en 1963-1966 ;
- 15 buts en 38 sélections avec le pays de Galles entre 1950 et 1964.

## Distinctions
- L'université du pays de Galles (University of Wales, Swansea) lui décerne un diplôme honoraire en 1999 ;
- L'université de Leeds (Leeds Metropolitan University) lui décerne un doctorat honoraire en 2000 ;
- Fait Commandeur de l'Ordre de l'Empire britannique (CBE) en 2001 ;
- Nommé vice-président honoraire de la fédération galloise de football en 2002 ;
- Nommé citoyen d'honneur de la ville de Swansea en mars 2002 ;
- Après sa mort, l'actuelle tribune ouest d'Elland Road a été officiellement rebaptisée John Charles Stand.

## Filmographie
- 1965 : Idoli controluce d'Enzo Battaglia : lui-même